# Giovanni Daneo
Giovanni Daneo (* 16. Mai 1824 in Castellazzo Bormida, Piemont; † 24. Januar 1892 in Genua) war ein italienischer Schriftsteller.
Daneo erhielt seine Erziehung in Genua und wurde dann Lehrer am Collegio Nazionale, wo er die Stelle eines Provinzialinspektors des öffentlichen Unterrichts bekleidete. Außer Schriften, welche sich auf Unterrichtsangelegenheiten beziehen, veröffentlichte er eine Reihe sehr beachtenswerter Dramen, Romane und lyrischer Gedichte.

## Werke
- Suleika. 1856 (Tragödie)
- Elisa di Montalpino (Drama)
- Il castello di Bardespina. 1871 (Roman), neu aufgelegt 1982, ISBN 88-7058-067-9.
- Versi. 1871 (lyrische Sammlung)
- Gotama. 1876 (epische Dichtung)
- Considerazioni sui bello. 1877
- Un Sogno. 1879
- Aleardo Aleardi. 1879
- Le memorie d'un galantuomo. 1880 (Roman)
- Rafaëllo Sanzio Temosforo. 1880
- Poesie. 1885